# Amor, Amor (álbum de José José)
Amor, amor es el decimoquinto álbum de estudio del cantante mexicano José José. Fue lanzado al mercado bajo el sello discográfico Ariola en el otoño de 1980.
Por primera vez es productor de un LP completo, él se encarga de todas las tareas de producción de las 10 canciones.
Inaugura exitosamente la década de los 80's, ya que continuó con su buena racha triunfal, colocando temas en los primeros sitios de popularidad tales como: "Amor, amor", "No me digas que te vas", "Insaciable amante" (interpretada y compuesta también por Camilo Sesto en 1980), "Él" (Him) (original de Rupert Holmes), "Te amo y no te amo", "Perdido en la oscuridad", una hermosa versión de un clásico del bolero "No me platiques más" (que fuera éxito en la voz de Pedro Infante, Lucho Gatica y que grabaría Eydie Gormé y Luis Miguel en 1988 y 1991, respectivamente)" entre otras. Consolidándose como uno de los grandes vendedores de discos, marcando la pauta para futuros éxitos en los siguientes años de la década de los 80's. sus ventas se estiman en 2 millones de discos mundialmente. 
Incluso el disco iba a incluir lados B cómo los temas: infiel y madrecita los cuales no llegaron a dar la luz hasta 1997 y 1998.

## Lista de canciones
| Amor, amor |                           |                                                |          |  |
| N.º        | Título                    | Escritor(es)                                   | Duración |  |
| 1.         | «Insaciable amante»       | Camilo Blanes                                  | 3:51     |  |
| 2.         | «Te amo y no te amo»      | Lolita de la Colina                            | 2:58     |  |
| 3.         | «No me digas que te vas»  | Alejandro Jaén                                 | 3:53     |  |
| 4.         | «No me platiques más»     | Vicente Garrido                                | 3:27     |  |
| 5.         | «Aléjate»                 | Sergio Fachelli                                | 4:14     |  |
| 6.         | «Amor, amor»              | Rafael Pérez Botija                            | 4:31     |  |
| 7.         | «A ratos»                 | Lolita de la Colina                            | 3:06     |  |
| 8.         | «Él» (Him)                | Rupert Holmes Adapt: al español: Óscar Sarquiz | 3:28     |  |
| 9.         | «Perdido en la oscuridad» | Alejandro Jaén                                 | 3:53     |  |
| 10.        | «Cosa de dos»             | José José · Alejandro Zepeda · Rubén Zepeda    | 6:09     |  |

.    11.-"Aún estoy de pie"   Napoleón.                 4'02"
12.-"Infiel".                 Victor Manuel Olivas.   4'11"
13.-"Te amo y te amaré"  Camilo Blanes.     4'52"
14.-"Mi testamento".        D.A.R.                     3'23"
*Tracks 11 y 12, publicadas en una edición especial en diciembre de 1980.
Tracks 13 y 14, publicadas en José José y algo más y Tesoros, 1997 y 1998 respectivamente.

## Crédios y personal
- José José - Voz, producción y realización.
- Greg Mathieson - Arreglos y dirección en pistas 3, 5, 6, 9 y 10.
- Rodrigo Álvarez - Arreglos y dirección en pistas 2, 4 y 8.
- D'Arniell Pershing - Arreglos y dirección en pistas 1 y 7.
- Brian Vessa-Dean Knignt - Ingeniería
- José L. Quintana - Asesor técnico creativo
- Camilo Sesto - Realización en "Insaciable amante".(+)
- Grabado y mezclado en Salty Dog Studio (Los Ángeles, California).

© MCMLXXX. BERTELSMANN DE MÉXICO, S.A.